# 大武郡溪
大武郡溪，原是一條在臺灣彰化縣的古溪名，後因開鑿八堡圳下接大武郡溪及分水圳數條，居民已只知水圳不知其原為溪。根據《臺灣府志》（1695年版）與《臺灣府輿圖纂要》，大武郡溪發源自大武山，大致上往西北流，在斗六門（今雲林縣斗六市）與吼尾溪、東螺溪合流後，往西流經大武郡，之後經柴裡社之西支分，往北流過東螺社（今彰化縣北斗鎮）、大突社（今彰化縣溪湖鎮大突里），從二林社（今彰化縣二林鎮東興里番社）北邊流入三林港（今彰化縣芳苑鄉永興村外溝仔墘）。而根據《清一統志臺灣府》（嘉慶）、《臺灣府輿圖纂要》（同治）「大武郡溪：在彰化縣南。通志：源出大武郡山，西流至鹿仔港入海」。
康熙五十六年（1717年）的《諸羅縣志》〈番俗圖〉上還有標示大武郡溪，但在乾隆十二年（1747年）的《重修臺灣府志》〈福建臺灣全圖——彰化縣圖〉上已經沒有大武郡溪的存在。之所以會如此，可能是因為施厝圳開鑿，串連彰化原本的天然河川之故，《臺灣府輿圖纂要》記載：「……後又就濁水溪象鼻山之下開築水圳，下接大武郡溪，又分水圳數條，灌溉各保田禾，故其水亦濁，現居民只知有水圳，而不知其溪矣……」。
道光年間的《彰化縣志》上尚有收錄大武郡溪，而陳仕賢在其〈鹿港溪探源〉一文中認為是清代志書相互抄錄的結果，大武郡溪是名存實亡。

## 臺灣方志的記載
臺灣文獻叢刊
- 《臺灣府志》(蔣毓英)/卷之二/敘山/諸羅縣山

磅礡下，則有斗六門諸山斗六門山甚多，北山在半線社界，南山在大武郡社界．吼尾溪、東螺溪、大武郡溪，皆從斗六門山透出。
- 《臺灣府志》(蔣毓英)/卷之三/敘川(附海道、潮汐)/臺水分界/諸羅縣水道

一曰大武郡溪：自斗六門與吼尾、東螺二溪合流，西過大武郡，經柴裡社之西支分，北流過東螺社、大突社，從二林社之北，同三林港入於海．
- 臺灣方志/六八  《清一統志臺灣府》/山川

大武郡溪，在彰化縣南．通志：源出大武郡山，西流至鹿仔港入海．
- 臺灣方志/六五 《臺灣府志》(高拱乾)/卷一 封域志/山川(附海道)/諸羅縣山

磅尜而下，則有斗六門諸山(斗六門山甚多：北山在半線社界、南山在大武郡社界；吼尾溪、東螺溪、大武郡溪，皆從斗六門山透出)；
- 臺灣方志/六五 《臺灣府志》(高拱乾)/卷一 封域志/山川(附海道)/臺灣府水道/諸羅縣水道

一曰大武郡溪　自斗六門與吼尾、東螺二溪合流，西過大武郡，經柴裏社之西支分，北流過東螺社、大突社，從二林社之北，同三林港入於海．
- 臺灣方志/六六 《重修臺灣府志》(周元文)/卷一 封域志/山川/諸羅縣山

磅尜而下，則有斗六門諸山(斗六門山甚多：北山在半線社界、南山在大武郡社界；吼尾溪、東螺溪、大武郡溪，皆從斗六門山透出)；
- 臺灣方志/六六 《重修臺灣府志》(周元文)/卷一 封域志/山川/諸羅縣水道

一曰大武郡溪　自斗六門與吼尾、東螺二溪合流，西過大武郡，經柴裏社之西支分，北流過東螺社、大突社，從二林社之北，同三林港入於海．
- 臺灣方志/七四 《重修福建臺灣府志》(劉良璧)/卷三 山川/彰化縣

大武郡溪，發源大武郡山西．出馬芝遴社西為鹿仔港，入海．
- 臺灣方志/一四一 《諸羅縣志》(周鍾瑄)/卷一 封域志/山川/川

曰 東螺溪.....
遵海而北為●三林港(海汊．港口有網寮捕魚．商船到此，載脂麻、粟、豆．港水入至二林社止)．
逾東螺曰 大武郡溪，發源於大武郡山、西出馬芝遴(社名)．又西為　鹿仔港(港口有水棚，可容六、七十人，冬日捕取烏魚．商船到此，載脂麻、粟、豆．水棚別見「外紀」)，入於海
- 臺灣方志/一五六 《彰化縣志》(周璽)/卷一 封域志/山川/川/溪

大武郡溪，發源於大武郡山，西出馬芝遴(社名)，又夕西至鹿仔港(港口今設正口，配運官粟，大小商船皆泊於此)，入於海．
- 臺灣方志/一八一 《臺灣府輿圖纂要》/臺灣府輿圖纂要/臺灣府輿圖冊/山水/彰化縣

大武郡溪，源由大武郡山．西出馬芝遴，又西至鹿港．
- 臺灣方志/一八一 《臺灣府輿圖纂要》/彰化縣輿圖纂要/彰化縣輿圖冊/水(附沙汕)

大武郡溪(即鹿仔港)：發源於大武郡山．由西北斜流，過二林、馬芝遴等保，在鹿港街南首入海．來源甚短，溪流亦淺．後又就濁水溪象鼻山之下開築水圳，下接大武郡溪；又分水圳數條，灌蔭各保田禾，故其水亦濁．現在居民只知有水圳，而不知其為溪矣。 